# Elaeagnus bockii
Elaeagnus bockii là một loài thực vật có hoa trong họ Elaeagnaceae. Loài này được Diels mô tả khoa học đầu tiên năm 1900.